# Wereldkampioenschappen synchroonzwemmen 2023 – Solo technische routine mannen
De technische routine voor solisten tijdens de wereldkampioenschappen synchroonzwemmen 2023 vond plaats op 14 en 17 juli 2023 in de Marine Messe Fukuoka in Fukuoka. Het was voor het eerst in de geschiedenis van de wereldkampioenschappen dat mannen aan dit onderdeel mee mochten doen.

## Uitslag
| Rang   | Naam                    | Land                | Voorronde | Voorronde | Finale   | Finale |
| Rang   | Naam                    | Land                | Punten    | Rang      | Punten   | Rang   |
| ------ | ----------------------- | ------------------- | --------- | --------- | -------- | ------ |
| Goud   | Fernando Díaz del Río   | Spanje              | 220,4034  | 1         | 224,5550 | 1      |
| Zilver | Kenneth Gaudet          | Verenigde Staten    | 214,4916  | 2         | 216,8000 | 2      |
| Brons  | Eduard Kim              | Kazachstan          | 180,5634  | 5         | 216,0000 | 3      |
| 4      | Gustavo Sánchez         | Colombia            | 202,2200  | 3         | 204,8617 | 4      |
| 5      | Ranjuo Tomblin          | Verenigd Koninkrijk | 166,8601  | 6         | 193,7500 | 5      |
| 6      | Kantinan Adisaisiributr | Thailand            | 157,5800  | 8         | 180,1168 | 6      |
| 7      | Joel Benavides          | Mexico              | 163,5466  | 7         | 170,7166 | 7      |
| 8      | Quentin Rakotomalala    | Frankrijk           | 186,7233  | 4         | 167,3266 | 8      |
| 9      | Javier Ruisanchez       | Puerto Rico         | 125,8333  | 10        | 136,8817 | 9      |
| 10     | Andy Ávila              | Cuba                | 128,4033  | 9         | 136,3867 | 10     |